# 亞利桑那州
亞利桑那州（i/ɛərɪˈzoʊnə, ærɪ-/）是美國一個位於西南部的州份，同時也是西部和山區州份之一。此州是美國面積第6大及人口第14大的州份。首府和最大城市是鳳凰城。亞利桑那州也是四角落州之一，與新墨西哥州、猶他州、內華達州、加利福尼亞州與墨西哥接壤，以及其中一點與科羅拉多州西南角接觸。亞利桑那州與墨西哥的邊界長389英里（626），位於墨西哥索諾拉州和下加利福尼亞州邊界北面。
亞利桑那州南部以其沙漠炎熱的夏天和溫暖的冬天而聞名。亞利桑那州北部有松樹林、花旗松及雲杉樹；科羅拉多高原；部分山脈（例如聖弗蘭西斯科山脈）；以及大而深的峽谷，有更多溫和的夏季氣溫，冬天也有相當的降雪。該地區的弗拉格斯塔夫、阿爾派恩及圖森還有滑雪場。除了大峽谷國家公園，還有若干國家森林、國家公園及國家紀念碑。
全州大約四分之一是印第安保留地，作為27個聯邦承認的美國原住民的駐在地，包括美國最大的保留地納瓦霍族保留地，超過300,000人居住。雖然聯邦法律在1924年賦予美國原住民投票權，亞利桑那州排除了保留地居民的投票權，直至1948年其州最高法院判處美國原住民原告勝訴。

## 語源學
關於亞利桑那（Arizona）這個詞彙的起源以及是如何被用於命名這一地區的，歷史學家並沒有一致的意見，有下列三种說法：
- 奧哈姆語（英语：Oʼodham language）（O'odham）的（「小小的泉水」之義）。此名實際上是一個叫做“Arizonac”小鎮的英文名稱，該鎮在美墨邊界的南方約8哩（12公里）處。歷史上來說，這個鎮的名稱可能念做或。在奧哈姆語中是一個發聲的舌尖邊擦音，對於操西班牙語或英語的人而言，這個“l”發音聽起來感覺會像“r”。在18世紀中葉後期，西班牙傳教士修訂了神父Eusebio Francisco Kino所繪製的這一地區的地圖，其中將Arizonac鎮更名為“亞利桑那”（Arizona）。隨著這份地圖再版並流布至歐洲，“亞利桑那”就成為了整個“新西班牙”北部的命名。
- 西班牙語的（義為「乾燥地區」）。
- 納瓦特爾語（Nahuatl）或稱阿茲特克語的，意思是「銀礦藏」。1736年，就在離Arizonac小鎮不遠處，曾有一個小型的採銀礦基地被西班牙人稱為。

## 歷史
欧洲殖民者到来前此地已经有成熟的印第安人原住民文化，这一地区的印第安人因为与南方的阿兹特克帝国有贸易通道，所以有比北美其他地区原住民更发达的文化。
西班牙人首次在1539年到此勘探，但主要目的是对印第安人进行传教。由于自然环境恶劣以及生产力不发达，亚利桑那直到19世纪仍旧是人迹罕至的地区。虽然名义上属于新西班牙总督区，但西班牙帝国的殖民活动十分稀疏，其他殖民帝国的殖民者和贸易商也被自然环境所阻隔，所以直到19世紀時初該地仍然是西班牙的殖民地，归属上加利福尼亚省。
1821年隨著墨西哥脫離西班牙獨立，成為墨西哥北部边境的一部分，墨西哥因为担心无法守住这片土地，所以大力吸引移民，并设置新墨西哥和加利福尼亚两个殖民省份，亚利桑那东部属于新墨西哥，西部属于加利福尼亚。
在1848年美墨戰爭中墨西哥戰敗後，通过瓜达卢佩-伊达尔戈条约該地割讓給予美國。美国政府在这里设置新墨西哥领地，后来又于1863年将亚利桑那拆分出来单独设置领地，但在这一过程中，包括今天拉斯维加斯在内的西北部三角形土地被分给了内华达州。1853年，为了修建太平洋铁路南线，美国政府以1500万美元的价格购买了图森及其以南的土地，史称加兹登购地，亚利桑那的南部边界就此确定。
太平洋铁路南线通车后，亚利桑那成为美国南方前往南加州的必经之地，商业和殖民活动迅速发展，但由于领地管理困难和效率低下，这一地区成为冒险家和强盗的天堂，比如著名的野牛比尔曾在此活动。随着19世纪末印第安人部落与美国政府签署一系列条约，其领地大部丧失，印第安人大部分迁入美国政府设置的保留地，其中位于西南边陲的亚利桑那的很多土地因为其难以开垦和物产匮乏的属性而被选为保留地，被迁入的印第安人部落包括阿帕奇部和纳瓦霍部，这两个部落的保留地位于亚利桑那东北角。
1912年2月14日加入联邦，成為美國的第48个州，也是美国大陆本土最后一个州。

## 地理
美國第六大州，面積有29萬5260平方公里。科羅拉多河是該州最長，也是最重要的河流，蜿蜒此州境內達1,107公里。

### 地理分區

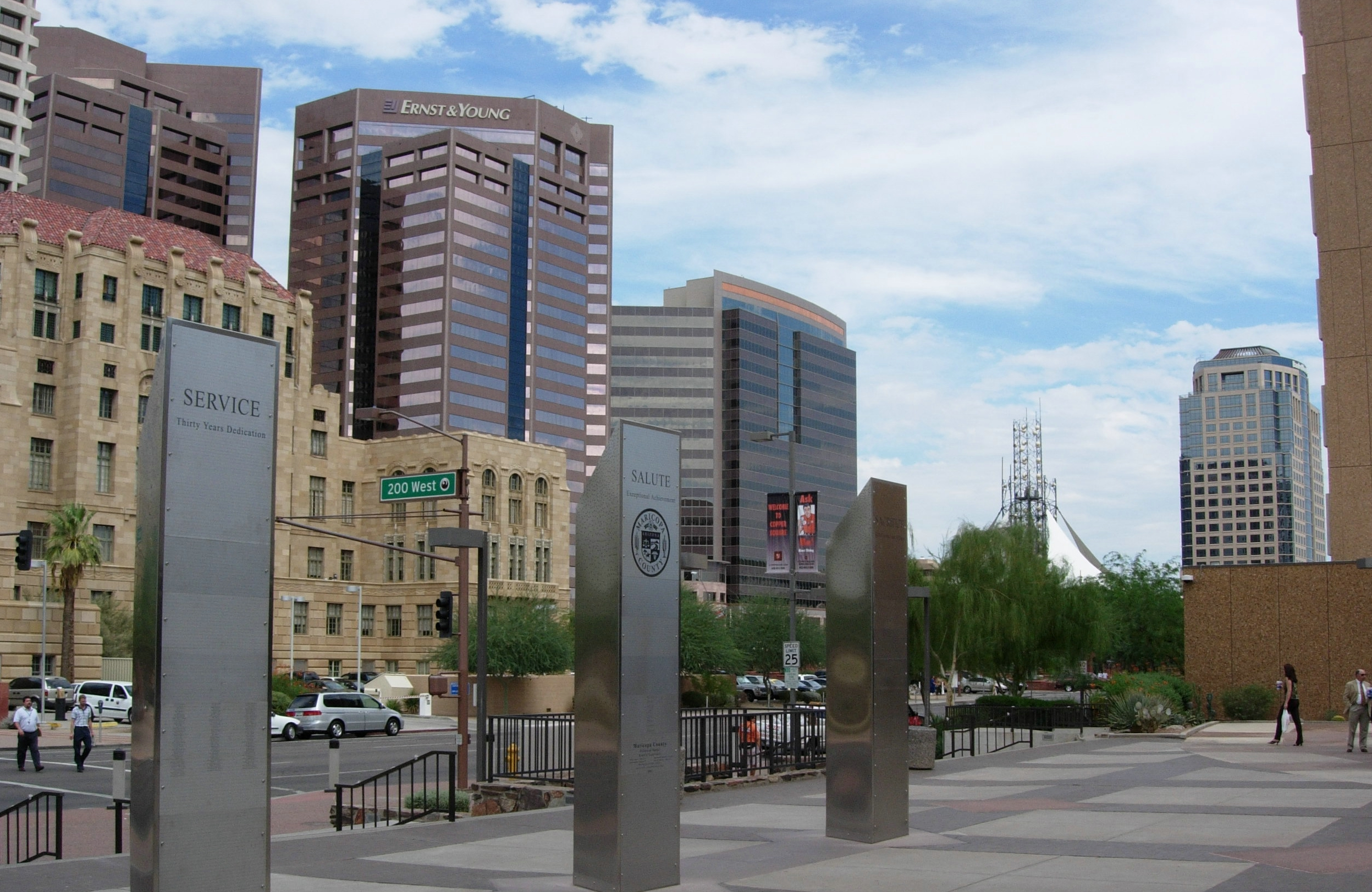
鳳凰城

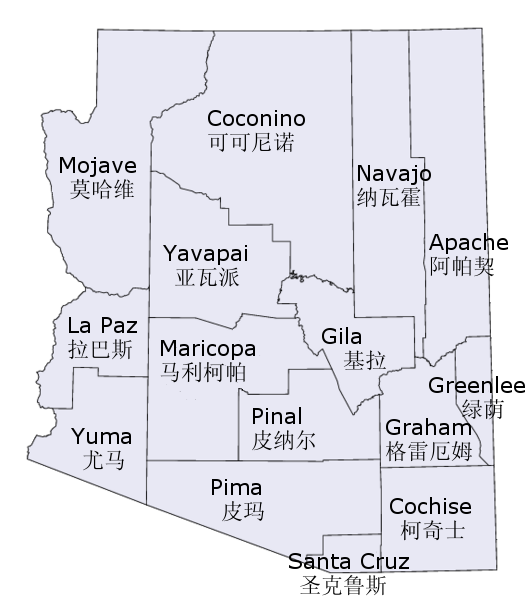

亞利桑那州的地理基本上可區分為三部分：

#### 沙漠地區
沙漠是亞利桑那州著名的景觀，平坦的地貌上生長很多如仙人掌的旱生植物，大部分屬於索諾蘭沙漠，西部一小部分屬於莫哈韋沙漠。夏季異常炎熱，但冬天溫度溫和舒適。

#### 科羅拉多高原
此州中北部是松樹覆蓋的科羅拉多高原。最富盛名的大峽谷國家公園就在這區，是由科羅拉多河經數百萬年切割科羅拉多高原而成。流量穩定的科羅拉多河也是讓本州在旱季得以免於缺水的關鍵之一。

#### 過渡地帶
過渡地帶自東南延伸至西北的一個地帶，是由亞利桑那州東北部海拔高的科羅拉多高原過渡至亞利桑那州西南部海拔低的盆地和山脈地帶。分布有西黃松、北美灰橡等植物。

#### 高山地區
高山地區位於亞利桑那州南部，被茂密的森林覆蓋。

### 行政區劃
亞利桑那州，下轄共有15個郡，請詳亞利桑那州行政區劃。

## 經濟
2012年亞利桑那州最大僱主：
- Wal-Mart (31,637)
- Banner Health (28,993),
- Wells Fargo & Co (13,859),
- Bank of America Corp (13,000),
- McDonald's Corp (12,770),
- Raytheon Co. (12,000),
- JP Morgan Chase & Co (11,600)。

## 氣候
6月至9月期間，亞利桑那州气候干燥，气温为32至49°C，沙漠地区偶尔会出现超过52°C的高温。亚利桑那州的历史最高气温是1994年6月29日和2007年7月5日在哈瓦苏湖城創下的53°C。1971年1月7日，霍利湖创下了該州的最低氣溫記錄−40°C。

## 人口
2014年估計人口6,731,484。根據2005年人口大普查，亞利桑那州人口的種族分布為：
- 78.74%是白人（並無西班牙祖先的占61.54%）
- 5.63%印地安原住民
- 4.20%是非裔美國人
- 10.75%是亞裔美國人
- 0.31%夏威夷或大洋洲裔
- 10.8%其他種族
- 2.4%混合的種族

可參看亞利桑那州原住民列表。根據2003年人口資料，亞利桑那州是全美原住民人口第二大的州別，一共有286,680位原住民住在亞利桑那州，占了全美原住民人口（2,752,158人）的10%以上。第一名則是加州（410,501位原住民）。第三名是奧克拉荷馬州（278,124位原住民）。

## 重要城鎮

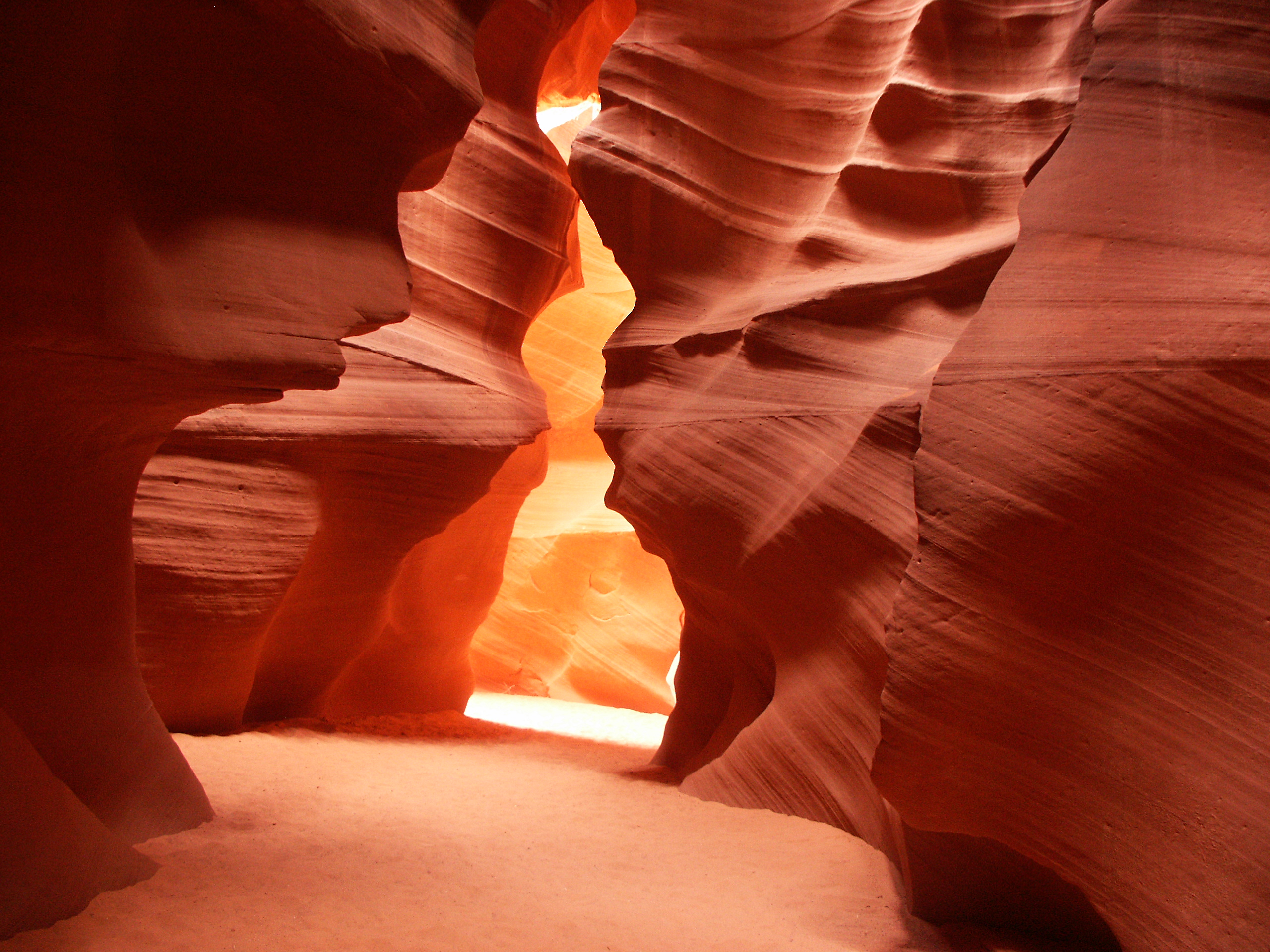
羚羊峽谷，亞利桑那州北方

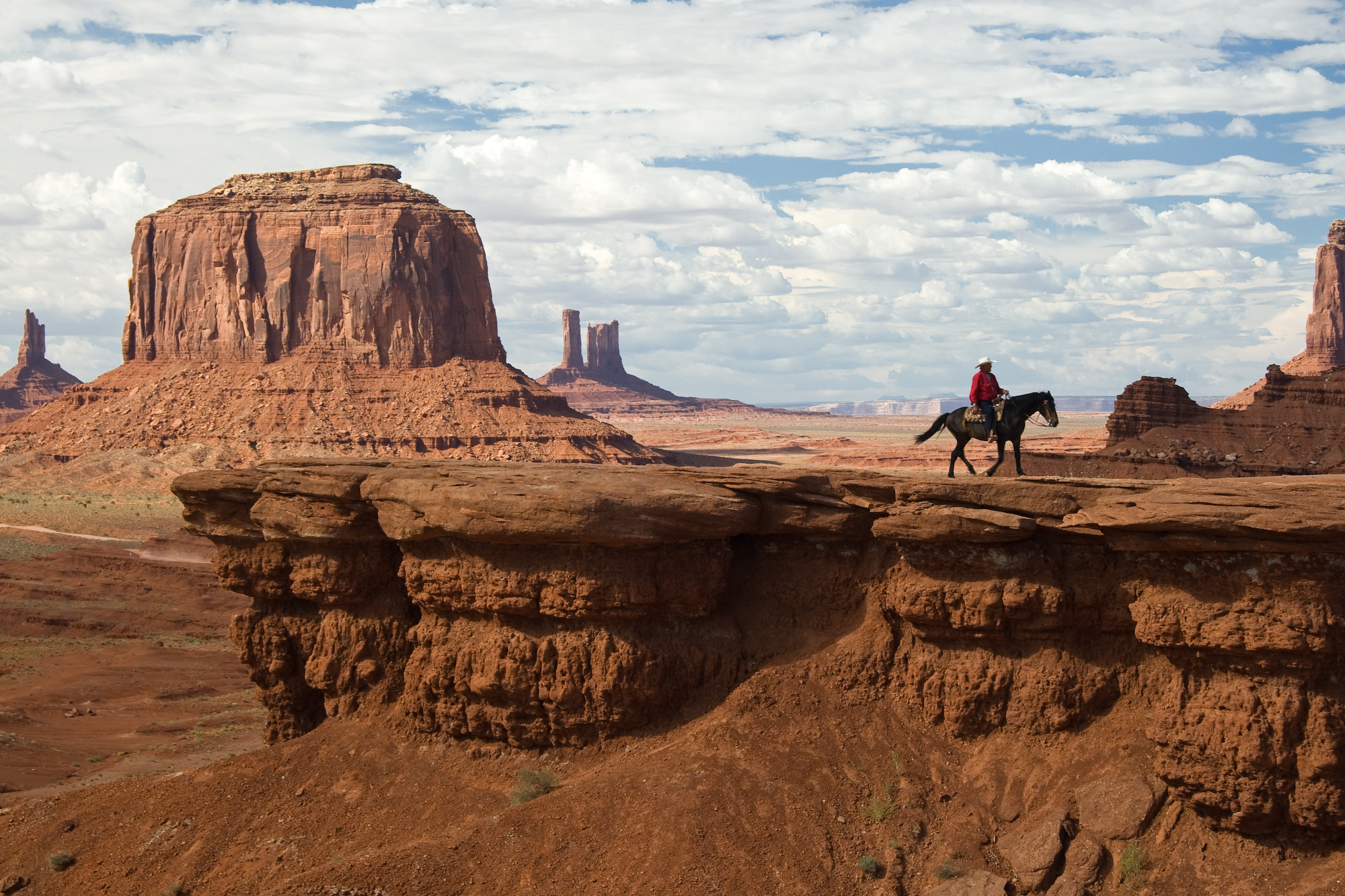
亚利桑那州北部纪念碑山谷中的约翰·福特峰

- 鳳凰城（州首府）
- 土桑
- 梅薩
- 坦佩
- 格蘭岱爾
- 史卡茲代爾
- 尤馬

### 都会区
| 排名 | 都会区名稱                  | 人口（2019年估计） | 人口（2010年普查） |
| ---- | --------------------------- | ------------------ | ------------------ |
| 1    | 凤凰城-梅萨-钱德勒 MSA      | 4,948,203          | 4,192,887          |
| 2    | 图森 MSA                    | 1,047,279          | 980,263            |
| 3    | 普雷斯科特谷-普雷斯科特 MSA | 235,099            | 211,033            |
| 4    | 尤马 MSA                    | 213,787            | 195,751            |
| 5    | 哈瓦苏湖城-金曼 MSA         | 212,181            | 200,186            |
| 6    | 弗拉格斯塔夫 MSA            | 143,476            | 134,421            |
| 7    | 谢拉维斯塔-道格拉斯 MSA     | 125,922            | 131,346            |
| 8    | 肖洛 μSA                    | 110,445            | 107,449            |
| 9    | 佩森 μSA                    | 53,889             | 53,597             |
| 10   | 诺加利斯 μSA                | 46,511             | 47,420             |

## 教育
詳見亞利桑那州學院和大學列表

## 交通

### 重要機場
- 鳳凰城天港國際機場 (PHX)——美國航空、西南航空轉運中心
- 凤凰城鹿谷机场 (DVT)
- 普雷斯科特机场 (PRC)
- 斯科茨代尔市机场 (SCF)
- 图森国际机场 (TUS)
- 尤马国际机场 (YUM)

### 重要高速公路

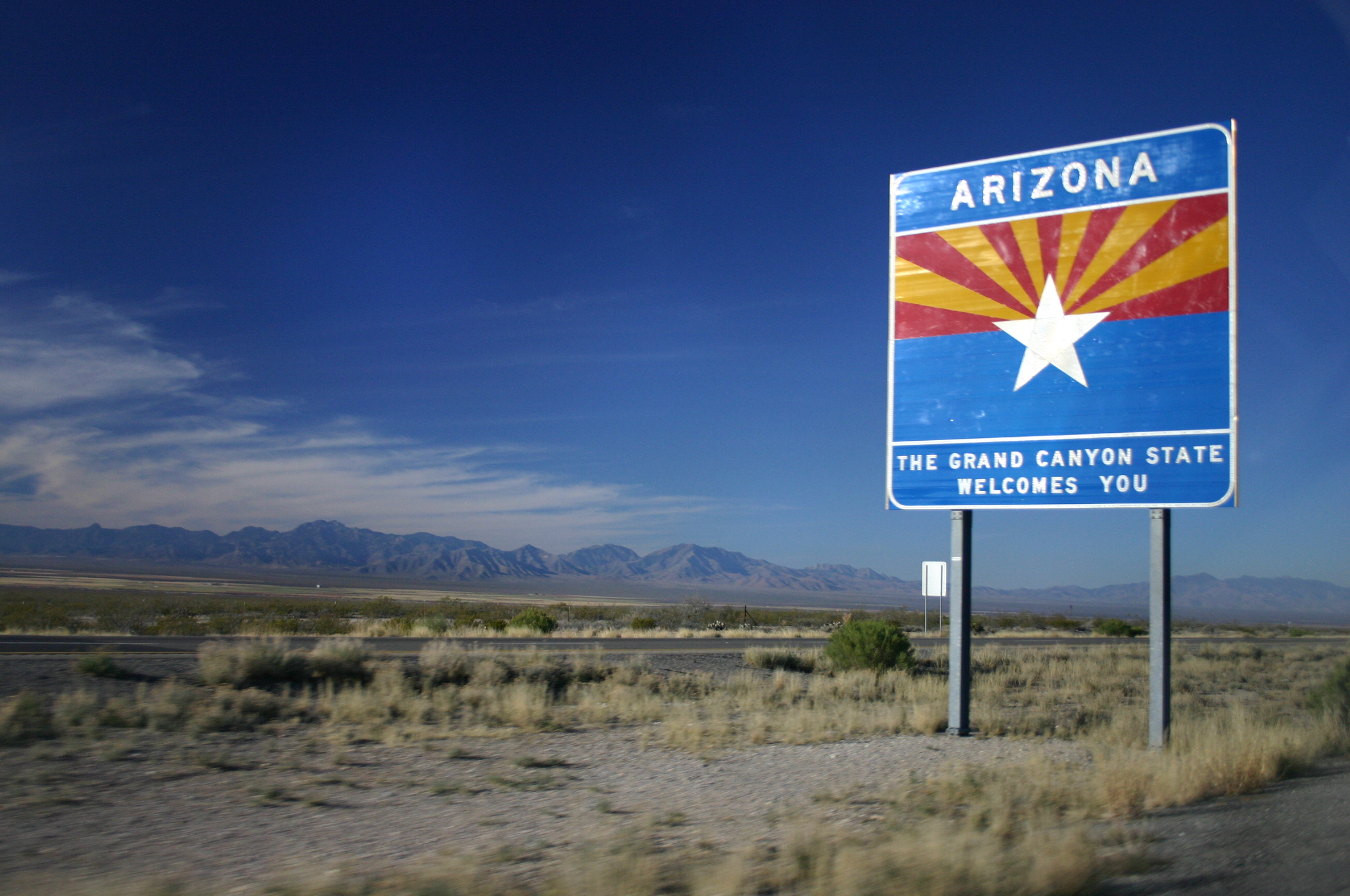
在10號州際公路上從新墨西哥州進入亞利桑那州

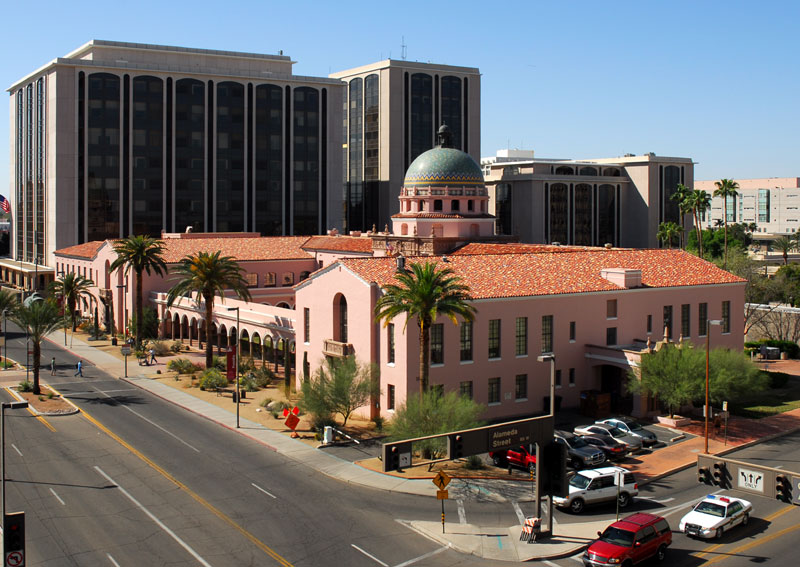
交通要衝圖森市

- 8號州際公路
- 10號州際公路
- 40號州際公路
- 17號州際公路

## 重要體育團體

### 美式足球
- NFL的亞利桑那紅雀
- NCAA的亞利桑那大學野猫（University of Arizona Wildcats）
- NCAA的亞利桑那州立大学太阳魔（Arizona State Sun Devils）

### 棒球
- 大聯盟的亞利桑那響尾蛇

小聯盟的：
- 土桑角響尾蛇（Tucson Sidewinders，3A級太平洋岸聯盟，母隊：亞利桑那響尾蛇）
- 亞利桑那聯盟（英语：Arizona Rookie League）（新人級）

### 籃球
- NBA的鳳凰城太陽
- WNBA的鳳凰城水星
- NCAA的亞利桑那大學野貓（University of Arizona Wildcats）

### 冰球
- NHL的亞歷桑那土狼（Arizona Coyotes）

## 其他
- 亞利桑那州不實施日光節約時間，全年均使用山區標準時（MST，即UTC-7）。所以亞利桑那州夏季時間與美國西岸的太平洋夏令時（PDT）一致，冬季時間與山區時區（MT）其他地區一致。例外的是橫跨數州的納瓦荷印地安保留地（包括亞利桑那州部分）採用日光節約（夏令）時間，但是全被納瓦荷包圍的Hopi印地安保留地（全在亞利桑那州範圍內）卻不採用日光節約時間，全年跟亞利桑那州其餘地方一致。

## 有名的政治和公众人物
- 高華德  - 共和黨的前美國參議員，曾於1964年代表共和黨參選美國總統。
- 琼·凯尔  - 共和黨的前美國參議員。
- 约翰·麦凯恩 - 已故前亞利桑那州資深聯邦參議員，曾於2008年代表共和黨參選過美國總統。
- 马克·凯利 - 民主党的现任美国参议员，曾任NASA宇航员。

## 外部連結
- List of All Airports in Arizona, USA - Bridgat （页面存档备份，存于）

## 参見
- 美国海军亚利桑那号战列舰纪念馆